# Dietemann

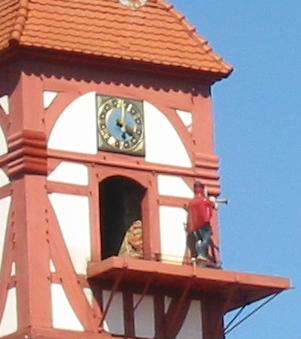
Der Dietemann auf dem Schlossturm

Der Dietemann ist die Symbolfigur der Kreisstadt Eschwege im Werra-Meißner-Kreis in Nordhessen, und die Bewohner von Eschwege werden im Volksmund die „Dietemänner“ genannt. Der Name erinnert an das Rittergeschlecht der Diede zum Fürstenstein, die von der Burg Fürstenstein den Sälzer Weg zwischen Bad Sooden-Allendorf und Eschwege bewachten und deren Mannen zum Teil in Eschwege wohnten. Seither sind die Eschweger die Dietemänner.
Die Kunstfigur des Dietemann stellt einen mit blauem Beinkleid, weißem Wams und roter Jacke bekleideten Turmwächter mit Hellebarde, Laterne und Horn dar und ist Teil der Kunstuhr, die 1927 in die Dachlaterne des „Pavillon“ genannten, turmartigen Anbaus des Eschweger Landgrafenschlosses eingebaut wurde.
Der Pavillon wurde zwischen 1615 und 1617, zusammen mit den Arkaden zwischen dem Turm und dem Nordflügel des Schlosses, unter Landgraf Moritz von Hessen-Kassel erbaut. Die Dachlaterne mit dem ursprünglichen Uhrwerk wurde 1650 unter Landgraf Christian von Hessen-Eschwege aufgesetzt. Der Dietemann selbst wurde am 2. Juli 1927 eingeweiht, mit seinem ersten Rundgang um das Schlosstürmchen.
Das Wahrzeichen Eschweges bläst tagsüber zu jeder vollen Stunde bei einem Rundgang um die Spitze des Schlossturms, von wo er die Stadt bewacht. Einmal im Jahr, zum Johannisfest am ersten Wochenende im Juli, steigt er von seinem Turm und führt gemeinsam mit zwölf Biedermeiermädchen den Festzug an. Am Samstag des Johannisfestes, zum Maienzug, wird traditionell das Dietemannslied gesungen, welches als Lobeslied des Dietemanns verstanden werden kann.
Im April 2024 (im Vorfeld der 1050-Jahr-Feier von Eschwege) veröffentlichte der Zeichner und Heimatdichter Martin Schülbe die Graphic Novel "Der Dietemann", in der die Symbolfigur erstmals Protagonist einer ausführlichen Geschichte wurde.